# Numb (Merk & Kremont e Svea)
Numb è un singolo dei DJ italiani Merk & Kremont e della cantante svedese Svea, pubblicato il 21 febbraio 2020.
Il singolo ha visto la collaborazione del rapper italiano Ernia.

## Video musicale
Il videoclip è stato pubblicato il 21 febbraio 2020, in concomitanza con l'uscita del singolo. Nel videoclip i due DJ fuggono nella folla, mentre Svea balla e incontra Ernia in un salone. A fine video, i quattro si incontrano in riva al mare durante un tramonto.

## Tracce
Testi di Svea Virginia Kågemark e Matteo Professione, musiche di Federico Mercuri e Giordano Cremona.
1. Numb – 2:30